# Malgobek
Malgobek (tiếng Nga: Малгобе́к; tiếng Ingush: Магӏалбике, Maghalbike) là một thị xã ở Cộng hòa Ingushetia, Nga, nằm cách thủ đô Magas 45 km (28 mi) về phía tây bắc. Dân số: 31,018 (Điều tra dân số 2010); 41,876 (Điều tra dân số 2002); 20,364 (Điều tra dân số năm 1989).

## Lịch sử
Năm 1934, selo Voznesenskoye được cấp vị thế khu định cư lao động. Sau đó, nó phục vụ các mỏ dầu mới phát hiện tại hai ngôi làng Ingush cũ Malgobek-Balka (Малгобек-Балка) và Chechen-Balka (Чечен-Балка). Vị thế thị xã đã được cấp cho Malgobek vào năm 1939.

## Vị thế hành chính
Trong khuôn khổ các đơn vị hành chính, Malgobek là huyện lỵ của huyện Malgobeksky, mặc dù nó không phải một phần của huyện này. Là một đơn vị hành chính, nó được hợp nhất riêng biệt với tên gọi thị xã trực thuộc nước cộng hòa Malgobek — một đơn vị hành chính có địa vị ngang bằng với các huyện. Là một đơn vị đô thị, thị xã trực thuộc nước cộng hòa Malgobek được hợp nhất thành Okrug đô thị Malgobek.

## Khí hậu
Malgobek có khí hậu lục địa ẩm (phân loại khí hậu Köppen: Dfa).
| Dữ liệu khí hậu của Malgobek            | Dữ liệu khí hậu của Malgobek | Dữ liệu khí hậu của Malgobek | Dữ liệu khí hậu của Malgobek | Dữ liệu khí hậu của Malgobek | Dữ liệu khí hậu của Malgobek | Dữ liệu khí hậu của Malgobek | Dữ liệu khí hậu của Malgobek | Dữ liệu khí hậu của Malgobek | Dữ liệu khí hậu của Malgobek | Dữ liệu khí hậu của Malgobek | Dữ liệu khí hậu của Malgobek | Dữ liệu khí hậu của Malgobek | Dữ liệu khí hậu của Malgobek |
| Tháng                                   | 1                            | 2                            | 3                            | 4                            | 5                            | 6                            | 7                            | 8                            | 9                            | 10                           | 11                           | 12                           | Năm                          |
| --------------------------------------- | ---------------------------- | ---------------------------- | ---------------------------- | ---------------------------- | ---------------------------- | ---------------------------- | ---------------------------- | ---------------------------- | ---------------------------- | ---------------------------- | ---------------------------- | ---------------------------- | ---------------------------- |
| Trung bình ngày tối đa °C (°F)          | 0.5 (32.9)                   | 2.0 (35.6)                   | 7.4 (45.3)                   | 15.9 (60.6)                  | 22.0 (71.6)                  | 25.8 (78.4)                  | 28.1 (82.6)                  | 27.7 (81.9)                  | 22.4 (72.3)                  | 15.6 (60.1)                  | 8.1 (46.6)                   | 3.0 (37.4)                   | 14.9 (58.8)                  |
| Trung bình ngày °C (°F)                 | −3.3 (26.1)                  | −2.2 (28.0)                  | 2.8 (37.0)                   | 9.8 (49.6)                   | 15.8 (60.4)                  | 19.6 (67.3)                  | 22.1 (71.8)                  | 21.6 (70.9)                  | 16.4 (61.5)                  | 10.2 (50.4)                  | 4.0 (39.2)                   | −0.7 (30.7)                  | 9.7 (49.4)                   |
| Tối thiểu trung bình ngày °C (°F)       | −7.1 (19.2)                  | −6.4 (20.5)                  | −1.7 (28.9)                  | 3.8 (38.8)                   | 9.7 (49.5)                   | 13.5 (56.3)                  | 16.2 (61.2)                  | 15.5 (59.9)                  | 10.5 (50.9)                  | 4.9 (40.8)                   | 0.0 (32.0)                   | −4.3 (24.3)                  | 4.6 (40.2)                   |
| Lượng Giáng thủy trung bình mm (inches) | 26 (1.0)                     | 27 (1.1)                     | 35 (1.4)                     | 55 (2.2)                     | 85 (3.3)                     | 106 (4.2)                    | 83 (3.3)                     | 69 (2.7)                     | 50 (2.0)                     | 40 (1.6)                     | 36 (1.4)                     | 31 (1.2)                     | 643 (25.4)                   |
| Nguồn:                                  |                              |                              |                              |                              |                              |                              |                              |                              |                              |                              |                              |                              |                              |

## Người nổi tiếng
- Muslim Evloev (1995-2020), đô vật tự do[8][9]